# Conurbación de Quito
El Área metropolitana de Quito o Gran Quito es una conurbación ecuatoriana no oficialmente constituida, por lo que su extensión exacta varía de acuerdo a la interpretación. Es una área metropolitana formada por Quito y varias parroquias y ciudades aglomeradas, que se extienden entre los cantones de Quito D.M., Rumiñahui, Mejía, Pedro Moncayo y Cayambe en el centro norte del Ecuador, siendo ésta la segunda aglomeración urbana más poblada del país, detrás de la Conurbación de Guayaquil. Quito es el foco de actividades laborales, comerciales, de estudios y en general el centro neurálgico de esta región, por lo cual aunque ni administrativamente, ni políticamente está definida esta conurbación, en cambio si lo está por su funcionalidad y operación.
En el área urbana de la ciudad viven 1.776.364 habitantes, pero en el cantón homónimo o simplemente llamado el Distrito Metropolitano de Quito viven 2.872.351 habitantes. A ellos se suman la población del cantón de Rumiñahui y del cantón Mejía. En el cantón Mejía habitan 81.335 habitantes, de los cuales 15.515 viven en la ciudad de Machachi, su cabecera cantonal.  En el cantón Rumiñahui habitan 85.852 habitantes y de ellos, 81.140 viven en la cabecera cantonal de Sangolquí que está a 22 km del centro de Quito y unida por varias vías de acceso entre ellas la Autopista General Rumiñahui. Con ello, Sangolquí y Machachi son ciudades suburbanas de Quito o ciudades satélites.
En la siguiente tabla se encuentran todas las ciudades y cabeceras parroquiales que se encuentran influenciadas por Quito, pues su actividad económica, social y comercial está fuertemente ligada a Quito; y se encuentran a menos de 50 kilómetros de distancia de la urbe:
| Cantón               | Parroquia               | Población (2022) |
| -------------------- | ----------------------- | ---------------- |
| Quito D.M.           | Quito                   | 1'776.364        |
| Quito D.M.           | Alangasí                | 34.655           |
| Quito D.M.           | Amaguaña                | 43.235           |
| Quito D.M.           | Calacalí                | 4.964            |
| Quito D.M.           | Calderón                | 250.877          |
| Quito D.M.           | Chavezpamba             | 579              |
| Quito D.M.           | Conocoto                | 127.815          |
| Quito D.M.           | Cumbayá                 | 41.819           |
| Quito D.M.           | Checa                   | 11.492           |
| Quito D.M.           | El Quinche              | 18.485           |
| Quito D.M.           | Guangopolo              | 4.336            |
| Quito D.M.           | Guayllabamba            | 20.584           |
| Quito D.M.           | La Merced               | 11.438           |
| Quito D.M.           | Llano Chico             | 15.113           |
| Quito D.M.           | Lloa                    | 1.959            |
| Quito D.M.           | Nayón                   | 22.065           |
| Quito D.M.           | Nono                    | 2.938            |
| Quito D.M.           | Perucho                 | 704              |
| Quito D.M.           | Pifo                    | 23.202           |
| Quito D.M.           | Píntag                  | 23.240           |
| Quito D.M.           | Pomasqui                | 36.883           |
| Quito D.M.           | Puéllaro                | 5.155            |
| Quito D.M.           | Puembo                  | 17.780           |
| Quito D.M.           | San Antonio             | 49.984           |
| Quito D.M.           | Tababela                | 3.851            |
| Quito D.M.           | Tumbaco                 | 79.109           |
| Quito D.M.           | Yaruquí                 | 26.564           |
| Quito D.M.           | Zámbiza                 | 6.160            |
| Rumiñahui            | Sangolquí               | 102.863          |
| Rumiñahui            | Cotogchoa               | 4.384            |
| Rumiñahui            | Rumipamba               | 657              |
| Mejía                | Machachi                | 32.814           |
| Mejía                | Alóag                   | 10.319           |
| Mejía                | Aloasí                  | 12.530           |
| Mejía                | Cutuglahua              | 25.422           |
| Mejía                | Tambillo                | 9.851            |
| Mejía                | Uyumbicho               | 6.192            |
| Pedro Moncayo        | Malchinguí              | 6.307            |
| Cayambe              | Azcázubi                | 7.851            |
| Cayambe              | Otón                    | 3.167            |
| Cayambe              | Santa Rosa de Cuzubamba | 5.996            |
| Conurbación de Quito |                         | 2.889.703        |